# Centea
Centea was van 1997 tot 2013 een zelfstandige Belgische bank, ontstaan na de fusie van twee reeds bestaande banken: het Spaarkrediet en de HSA (Hypotheek en Spaarmaatschappij van Antwerpen), met hoofdkantoor in de Antwerpse Mechelsesteenweg. Centea had een kantorennet van zelfstandige agenten en was tot 2011 een onderdeel van de KBC Bankverzekeringsgroep. In 2011 ging Centea over naar de Groep Landbouwkrediet. Beiden banken werkten nog een tweetal jaar apart, waarbij de fusie geleidelijk werd voorbereid. Om vervolgens vanaf 1 april 2013 verder te gaan onder de naam Crelan.

## Fusie
Het Spaarkrediet werd reeds opgericht in 1919 dat zich toen nog L'Union Immobilière noemde en vooral richtte naar de hypothecaire markt. De HSA werd opgericht in 1938 met als hoofdtaak het verwerven van spaargelden die herbelegd werden in overheidsfondsen en hypotheekleningen. In 1975 was HSA reeds gefuseerd met Spaarcentrale en had het in 1984 Landsspaarkas overgenomen.
Spaarcentrale werd op 26 mei 1917 opgericht als Centrale Hypotheek- en Verzekeringskas en is dus het oudste deel van de nieuwe groep.
Geleidelijk aan werden, naar de noden van de tijd, het aanbod en diensten uitgebreid. Beide banken waren ook een onderdeel van de groep rond de toenmalige Kredietbank (later KBC). Na de fusie in 1997 werd in 1999 overgegaan tot de naamsverandering in Centea.

## Verkoop
In 2009 diende het moederbedrijf KBC een herstructureringsplan in bij de Europese Commissie. Dit was het gevolg van de kredietcrisis van 2008-2009 enerzijds en het ontvangen van staatssteun anderzijds. KBC kreeg van de Europese Commissie de verplichting opgelegd om flink af te slanken. Zodat het genoodzaakt werd enkele activiteiten af te stoten, waaronder het gezonde Centea. De opbrengst moest mede dienen voor de terugbetaling van de gekregen staatssteun, die berekend werd op € 10 miljard. Bedoeling was dat Centea zou verkocht worden aan een kleinere speler in België of aan een buitenlandse groep die nog niet actief was in België.
Begin maart 2011 werd de verkoop van Centea bekendgemaakt. KBC verkocht haar dochter aan Landbouwkrediet voor de prijs van € 527 miljoen. Om de overnamesom te helpen financieren, dienden de aandeelhouders van Landbouwkrediet bij te springen. Men bracht € 150 à 200 miljoen extra kapitaal binnen, geld dat kwam van de coöperatieve kassen Lanbokas en Agricaisse. Die gingen dat op hun beurt ophalen bij de spaarders van het Landbouwkrediet of Centea. In afwachting daarvan zorgde de Franse medeaandeelhouder Crédit Agricole voor een voorfinanciering.